# Nemetala Al-Hardini
Ni'matullah o Ni'mat Allah Kassab Al-Hardini (en árabe, نعمة الله كساب الحرديني; Beirut, 1808 - Kfifane, 14 de diciembre de 1858), cuyo nombre real era Yusuf Kassab (يوسف كساب), fue un religioso maronita libanés, inició sus estudios en la escuela católica de los monjes de San Antonio Abad en el pueblo de Houb entre 1816 y 1822. Ingresó al monasterio maronita de San Antonio en su pueblo natal en 1828, tomando el nombre de Padre Nimatullah, allí trabajó como encuadernador de libros religiosos. Fue ordenado sacerdote en 1833.
Formó parte del Consejo General de la Orden Maronita en reiteradas ocasiones y, sobre todo, fue director espiritual y maestro de novicios en su monasterio de Kfifane, donde vivió hasta sus últimos días. Fue el maestro de San Charbel Mahklouf, otro santo libanés.
Nimatullah destacó por su incansable vida de oración y penitencia, y por su ferviente devoción a Cristo, la Virgen María y la Eucaristía. 
Murió en su monasterio de Kfifane en 1858, a la edad de 50 años por una neumonía y fiebre alta ocasionado por el invierno. Fue beatificado en 1998 y canonizado en 2004. Sus restos incorruptos yacen en el monasterio de Kfifane.